# تپه بید گیجه
تپهٔ بید گیجه مربوط به عصر آهن - دوره اشکانیان - دوره ساسانیان است و در شهرستان خرم‌آباد، بخش زاغه، دهستان قائد رحمت، روستای بید گیجه واقع شده و این اثر در تاریخ ۲۸ اسفند ۱۳۸۵ با شمارهٔ ثبت ۱۸۵۶۳ به‌عنوان یکی از آثار ملی ایران به ثبت رسیده است.